# Provincia di Artvin
La provincia di Artvin (in turco Artvin ili) è una provincia della Turchia.

## Geografia antropica

### Suddivisioni amministrative

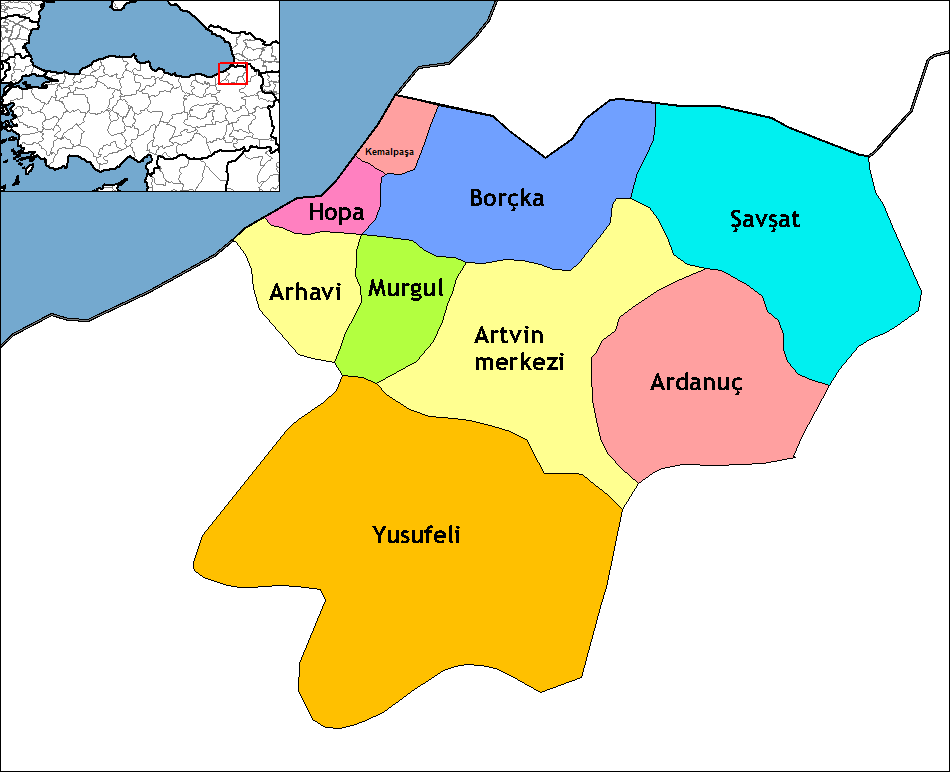
Distretti della provincia di Artvin

La provincia è divisa in 8 distretti:
- Artvin (centro)
- Ardanuç
- Arhavi
- Borçka
- Hopa
- Murgul
- Şavşat
- Yusufeli

Fanno parte della provincia 12 comuni e 313 villaggi.